# Ljubotin
Ljubotin (ukrajinsko Люботин, latinizirano: Ljubotyn) je mesto v Harkovski oblasti na severovzhodu Ukrajine. Po oceni iz leta 2019 ima mesto okoli 23.613 prebivalcev.

## Zgodovina
Ljubotin je bil prvič omenjen leta 1650.
Med drugo svetovno vojno je Ljubotin od 20. oktobra 1941 do 5. septembra 1943 zasedla nemška vojska.

## Arhitektura
Od arhitekturnih znamenitosti je znana cerkev Gospodovega vnebohoda, zgrajena leta 1872. Najstarejše stanovanjske stavbe v središču mesta so iz konca 19. stoletja.
- Cerkev sv. Nikolaja (1843)
- Cerkev Gospodovega vnebohoda (1872)
- Cerkev sv. Nikolaja (1975)
- Palača knezu Svetopolku konca 19. stoletja
- Grobnica knezu Svetopolku

## Reke
Mesto Ljubotin prečka reka Ljubotinka, levi pritok reke Udi. Njena dolžina je 15 km, porečje pa obsega okoli 180 km² Ljubotin ima tudi reko Merefa. Dolžina reke je 28 km. Površina njenega porečja je 244 km². 